# Acasina acasia
Acasina acasia är en fjärilsart som beskrevs av William Schaus 1928. Acasina acasia ingår i släktet Acasina och familjen tandspinnare. Inga underarter finns listade i Catalogue of Life.